# Otiothops kochalkai
Otiothops kochalkai är en spindelart som beskrevs av Norman I. Platnick 1978. Otiothops kochalkai ingår i släktet Otiothops och familjen Palpimanidae.
Artens utbredningsområde är Colombia. Inga underarter finns listade i Catalogue of Life.